# Hotchkiss Grégoire
La Grégoire era un'autovettura di fascia alta prodotta tra il 1950 e il 1953 dalla Casa automobilistica francese Hotchkiss.

## Profilo
La Hotchkiss produsse automobili dal 1904 al 1954. Durante il suo periodo più fortunato, durato circa quindici anni dal 1925 al 1940, il suo abile slogan commerciale fu: "Le juste milieu" ovvero "Il giusto medio di gamma". In realtà le sue automobili erano costose e ben rifinite, si rivolgevano infatti a una clientela tradizionale di notabili borghesi, essendo costruite con criteri e tecniche molto conservatori. Telaio a longheroni e traverse in acciaio, carrozzeria separata con elementi di sostegno dei pannelli in legno di frassino, robusti motori a corsa lunga a quattro o sei cilindri in linea. Innovazioni come frenatura idraulica, sospensione anteriore a ruote indipendenti e sistema di riscaldamento abitacolo furono introdotte con circospezione solo alla fine degli anni trenta.

All'indomani della seconda guerra mondiale, le finanze della Hotchkiss erano ai minimi termini, la clientela per le auto di lusso alquanto ridotta e le possibilità di rinnovamento degli impianti e dei macchinari negli stabilimenti di Saint-Denis limitate o inesistenti. Fu così che si dovette riutilizzare tutta la tecnologia ormai obsoleta dei telai anteguerra, con solo modesti aggiornamenti stilistici di carrozzeria, per allestire una gamma che appariva datata in partenza. Tuttavia si avviò una progettazione per nuove carrozzerie di tipo "ponton" cioè con i parafanghi anteriori integrati al cofano, secondo le nuove tendenze apparse oltreoceano. Tale programma, soprannominato "New-Look" dentro l'azienda, vide il suo percorso interrotto e fu cancellato nel 1949 dalla scelta di realizzare il modello Hotchkiss-Grégoire. Questo rappresentò il tentativo della Casa di Saint-Denis di proporre qualcosa di veramente innovativo nel secondo dopoguerra. Fu un modello di rottura completa, rispetto a una produzione che affondava le radici in progetti risalenti alla fine degli anni venti, giunta al capolinea dello sviluppo tecnico malgrado gli ininterrotti aggiornamenti cui era sottoposta.

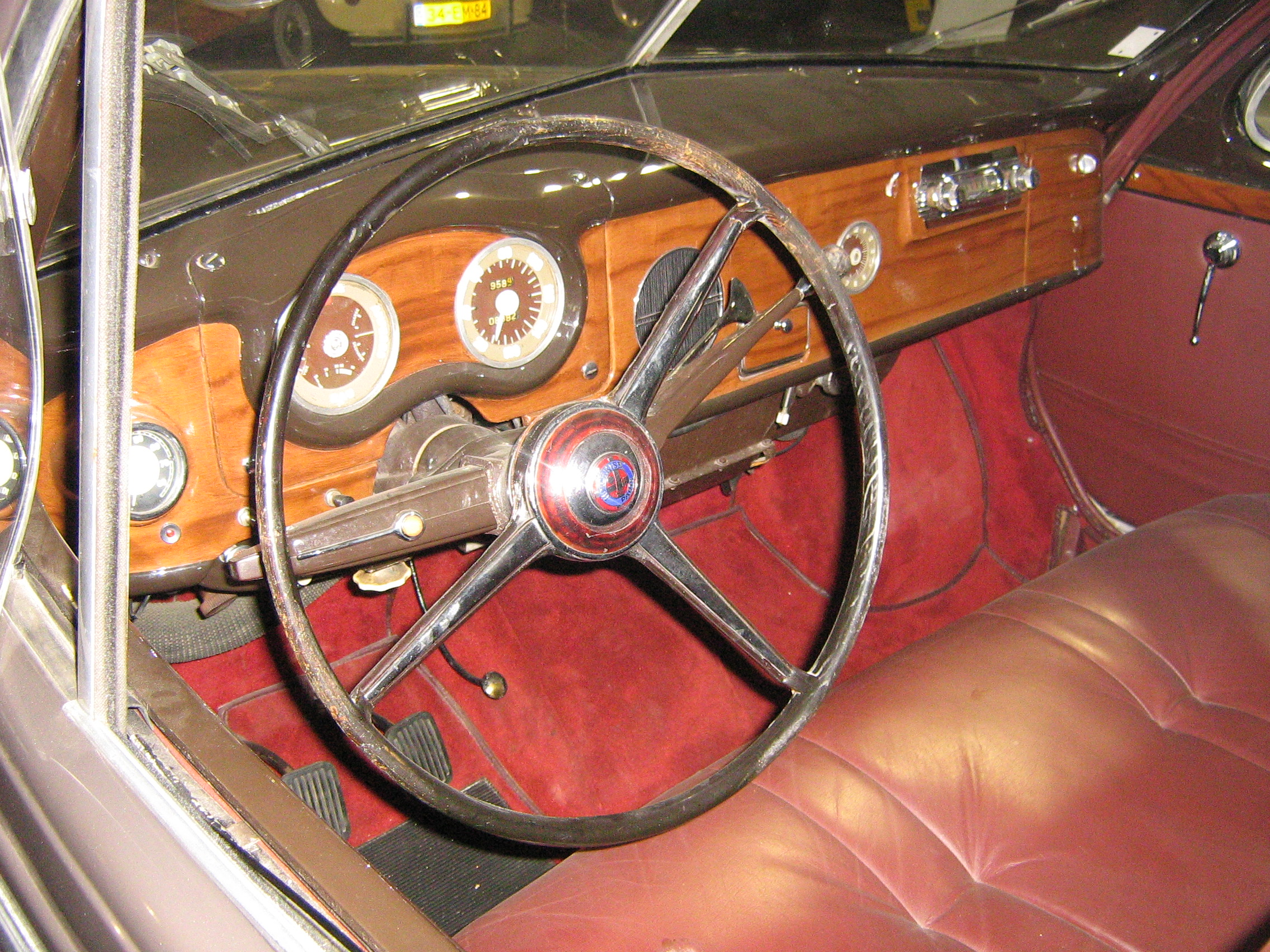
Posto di guida

La vettura Grégoire prese le mosse e il nome direttamente da Jean-Albert Grégoire, il suo progettista. Egli era un brillante ed ambizioso ingegnere, convinto assertore (fino all'ostinazione) della superiorità della trazione anteriore, della costruzione a struttura portante in alluminio e della aerodinamica avanzata. Inoltre, egli aveva un dono particolare per procacciarsi degli "sponsor" importanti nel mondo industriale e nella stampa, in grado di favorire le sue idee. Il progetto di Grégoire per un'automobile così innovativa era sostenuto dalla Aluminium Français, cioè il produttore più importante del paese (futuro gruppo Pechiney) e fu proposto alla Peugeot. La casa di Sochaux lo giudicò giustamente inadatto a una produzione su larga scala sotto il suo marchio, per le incognite tecnologiche ed economiche. Tuttavia Peugeot, che era l'azionista di riferimento di Hotchkiss (un dirigente di fiducia ne era il presidente esecutivo) lo ritenne confacente alle esigenze della marca dei cannoni incrociati, stante l'obsolescenza della gamma Hotchkiss, la sua produzione in piccola serie (stimata in circa 2500 automobili all'anno) e il rischio finanziario giudicato limitato.

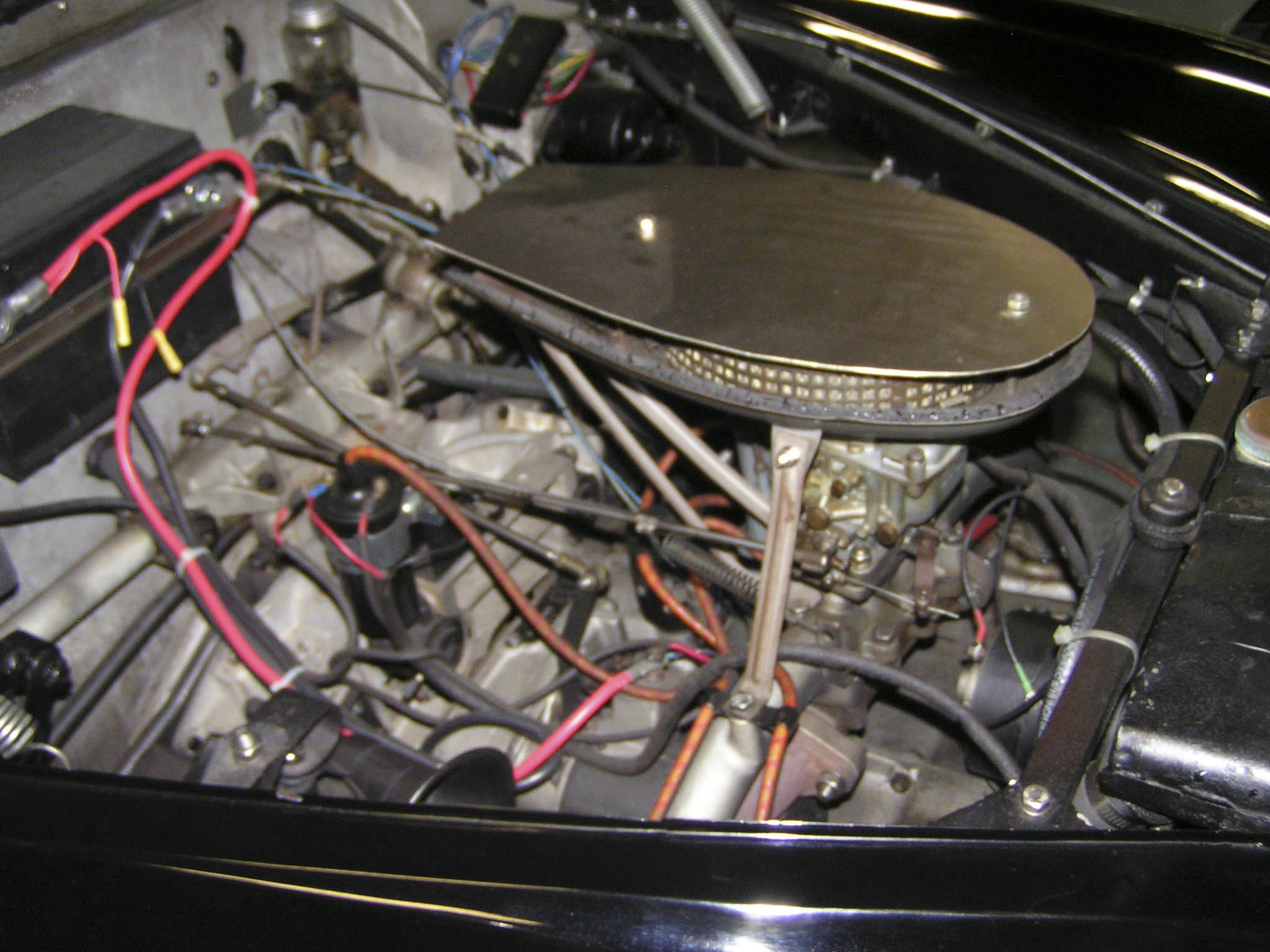
Il motore

Le cose purtroppo andarono diversamente.
La Hotchkiss Grégoire, preceduta da un prototipo chiamato Grégoire R, annoverava tra le principali novità tecniche il telaio in lega leggera, la trazione anteriore e un nuovo motore a 4 cilindri orizzontali da 2180 cm³ in grado di erogare 70 CV. Anche esteticamente, la Grégoire era moderna e presentava una linea di sapore vagamente anglosassone, con un posteriore filante e rastremato, simile a quella di certe Jaguar contemporanee, dotata di alta efficienza aerodinamica (Cx inferiore a 0,30). Il volante era a sinistra, a differenza di tutti gli altri modelli della casa. Tra le particolarità più evidenti, vi era lo sbalzo anteriore molto pronunciato, soluzione dettata dalla scelta di sistemare il motore proprio in tale posizione. Le novità, insomma, si fecero finalmente vedere. Le prestazioni rilevate erano buone, specie la velocità massima superiore ai 145 km/h, pur con una potenza erogata contenuta. A velocità di crociera di 110 km/h, il comfort, la tenuta di strada e la silenziosità erano eccellenti.

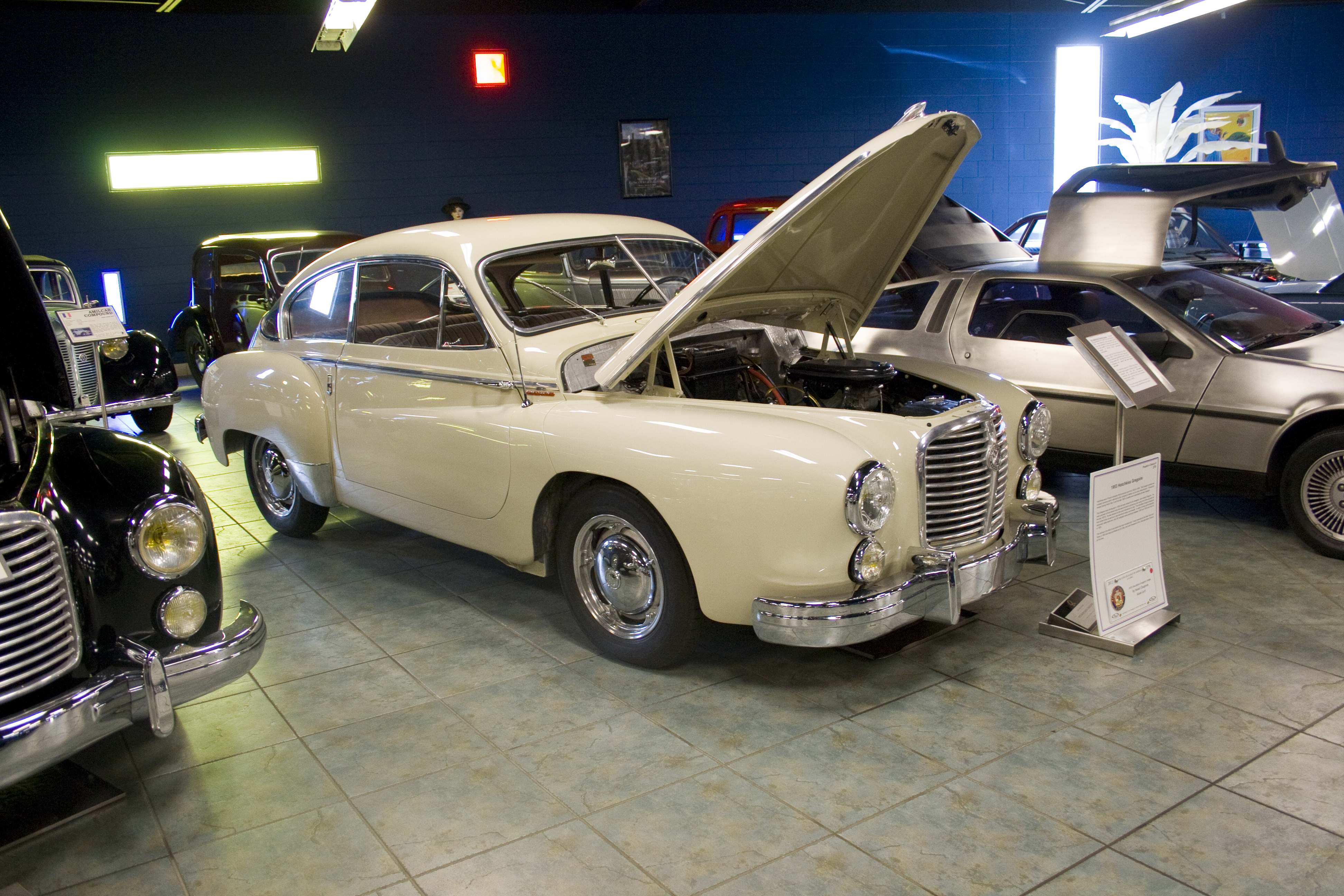
Una Hotchkiss Grégoire coupé

I tecnici Hotchkiss, però, dovettero anche fare i conti con problemi produttivi seri e imprevisti, che ritardarono i tempi e gravarono i costi in maniera determinante, allorché le vendite degli altri suoi modelli tradizionali erano sempre più scarse e non consentivano un afflusso di liquidità. Mentre la parte meccanica della vettura fu messa a punto in maniera soddisfacente, la struttura portante di alluminio si rivelò essere il problema principale che affligeva la Grégoire. In particolare la sua sezione maestra, cioè il pezzo monoblocco che comprendeva gli attacchi dei longheroni, tutta la paratia di separazione del vano motore e la cornice del parabrezza. Questo imponente elemento strutturale doveva essere realizzato in un'unica fusione di alluminio. Il fornitore esterno incaricato, per limiti insiti nella tecnologia allora disponibile, non riusciva però a garantire una tolleranza dimensionale inferiore ad un centimetro, cioè una imprecisione enorme che richiedeva in seguito decine di ore supplementari di lavorazione artigianale dei carrozzieri per correggere l'insieme e poter assemblare ciascuna vettura. In pratica le carrozzerie dovevano essere fatte a mano, una per una, un vero controsenso allorché le lamiere stampate di acciaio avrebbero garantito assemblaggi costanti con tolleranze inferiori al millimetro. Ciò portò inevitabilmente a costi di fabbricazione eccessivi, con pesanti rincari sul listino. In pochi mesi, il prezzo di vendita dovette essere aumentato da 1.200.000 franchi a circa due milioni di franchi (anciens francs). Questo era un livello proibitivo, più del doppio di una Renault Frégate o della Citroën Traction "15six" (unica concorrente a trazione anteriore, a sei cilindri benché molto più anziana). Semplicemente, la Grégoire era la più costosa automobile di produzione francese al momento pur montando una delle motorizzazioni più piccole nella storia della Hotchkiss. La produzione della Grégoire fu quindi interrotta nel 1953 dopo solamente 247 esemplari. Di essi, 235 erano berline a quattro porte e 12 coupé o cabriolet fuoriserie realizzati da Chapron. Oggi si stima che ne rimangano in vita efficienti circa 60.